# بیلی استریهورن
بیلی استرِیهورن (انگلیسی: Billy Strayhorn; ۲۹ نوامبر ۱۹۱۵ – ۳۱ مهٔ ۱۹۶۷) آهنگساز، تنظیم‌کننده و پیانیست جاز، و ترانه‌سرای اهل ایالات متحده آمریکا بود. او بین سال‌های ۱۹۳۴ تا ۱۹۶۴ میلادی فعالیت می‌کرد و بیشتر با همکاریهایش با دوک الینگتن شناخته می‌شود. از آثار مشهورش «قطار A را بگیر» و «پل چلسی» را می‌توان نام برد.